# Богатово (Полєський район)
Богатово (рос. Богатово) — селище Полєського району, Калінінградської області Росії. Входить до складу Саранського сільського поселення.
Населення —  112 осіб (2015 рік). 

## Населення
| 2002 | 2010 | 2012 | 2013 |
| ---- | ---- | ---- | ---- |
| 96   | ↗112 | ↗152 | ↗159 |